# Wenezuela na Letnich Igrzyskach Paraolimpijskich 2000
Wenezuelę na Letnich Igrzyskach Paraolimpijskich w 2000 roku reprezentowało 10 zawodników (8 mężczyzn i 2 kobiety) w 4 dyscyplinach. Zdobyli łącznie jeden medal (brązowy w lekkoatletyce), plasując swój kraj na 64. miejscu w klasyfikacji medalowej.
Był to czwarty występ Wenezueli na igrzyskach paraolimpijskich.

## Medaliści

### Brązowe medale
| Zawodnik        | Dyscyplina   | Konkurencja         |
| --------------- | ------------ | ------------------- |
| Ricardo Santana | Lekkoaletyka | Bieg na 200 m (T13) |

## Wyniki zawodników

### Kolarstwo

#### Mężczyźni
| Zawodnik       | Konkurencja                | Czas     | Pozycja | Źródło |
| -------------- | -------------------------- | -------- | ------- | ------ |
| Victor Marquez | Wyścig ze startu wspólnego | 1:36:15  | 13.     | [ 3 ]  |
| Victor Marquez | Wyścig na dochodzenie      | 5:46.600 | 10.     | [ 4 ]  |
| Victor Marquez | 1 km na czas               | 1:26.738 | 12.     | [ 5 ]  |

### Lekkoatletyka
Objaśnienie kategorii:
- T13 – osoby z ograniczonym wzrokiem na poziomie poniżej 20%
- T34 – osoby siedzące

#### Konkurencje biegowe

##### Mężczyźni
| Zawodnik        | Konkurencja         | Półfinały | Półfinały | Finał   | Finał   | Źródło |
| Zawodnik        | Konkurencja         | Czas      | Pozycja   | Czas    | Pozycja | Źródło |
| --------------- | ------------------- | --------- | --------- | ------- | ------- | ------ |
| Ricardo Santana | Bieg na 100 m (T13) | 11.62     | 5.        | NQ      | NQ      | [ 6 ]  |
| Ricardo Santana | Bieg na 200 m (T13) | 23.02     | 1. Q      | 23.08   | brąz    | [ 7 ]  |
| Ricardo Santana | Bieg na 400 m (T13) | 52.48     | 2. Q      | DQ      | DQ      | [ 8 ]  |
| Alexis Paez     | Bieg na 100 m (T34) | —         | —         | 17.52   | 6.      | [ 9 ]  |
| Alexis Paez     | Bieg na 200 m (T34) | DQ        | DQ        | NQ      | NQ      | [ 10 ] |
| Alexis Paez     | Bieg na 400 m (T34) | 1:02.15   | 4. Q      | 1:02.09 | 6.      | [ 11 ] |

### Pływanie
Objaśnienie kategorii:
- S13 – osoby z ograniczonym wzrokiem na poziomie poniżej 20%

#### Mężczyźni
| Zawodnik     | Konkurencja                   | Półfinały | Półfinały | Finał | Finał   | Źródło |
| Zawodnik     | Konkurencja                   | Czas      | Pozycja   | Czas  | Pozycja | Źródło |
| ------------ | ----------------------------- | --------- | --------- | ----- | ------- | ------ |
| David Rangel | 50 m stylem dowolnym (S13)    | 27.47     | 5.        | NQ    | NQ      | [ 12 ] |
| David Rangel | 100 m stylem dowolnym (S13)   | 1:01.69   | 5.        | NQ    | NQ      | [ 13 ] |
| David Rangel | 100 m stylem motylkowym (S13) | 1:16.68   | 5.        | NQ    | NQ      | [ 14 ] |

### Podnoszenie ciężarów

#### Mężczyźni
| Zawodnik          | Konkurencja | Czas     | Pozycja | Źródło |
| ----------------- | ----------- | -------- | ------- | ------ |
| Luis Diaz         | do 48 kg    | NM       | NM      | [ 15 ] |
| Benjamin Martinez | do 52 kg    | 127,5 kg | 12.     | [ 16 ] |
| Jaime Morales     | do 56 kg    | NM       | NM      | [ 17 ] |
| Cesar Neira       | do 100 kg   | 187,5 kg | 14.     | [ 18 ] |